# Главоблъсканица
Главоблъсканицата е форма на пъзел, чието решаване изисква мислене. Често изисква мислене по нестандартни начини, отчитайки дадени ограничения; понякога включва и индиректно и креативно мислене. Логическите пъзели и гатанки са специфични видове главоблъсканици. Един от най-ранните известни ентусиасти на главоблъсканици е гръцкият математик Архимед. Той създава математически задачи, които съвременниците му да решават.

## Интуиция
Трудността на много главоблъсканици се основава на известна степен на заблуда в човешката интуитивност. Това е най-често в главоблъсканици, свързани с условна вероятност, тъй като каузалният човешки ум е склонен да разглежда вместо това абсолютната вероятност. В резултат на това възникват противоречиви дискусии от подобни проблеми. Една от известните главоблъсканици е проблем на Монти Хол. Друг (по-прост) пример за такава главоблъсканица е парадоксът „Момче или момиче“.

## Примери
Въпрос: Ако три кокошки снасят три яйца за три дни, колко яйца снася една кокошка за един ден?
Отговор: 1/3 от 3 яйца, следователно 1 яйце. Заради това, че предварително не са поставени условия, може да се спори, че правилния отговор е различен, ако допуснем, че само едната кокошка снася, че всички яйца във въпроса са снесени през първия ден или др.
Въпрос: Бащата на Мери има пет дъщери: Нана, Нене, Нини и Ноно. Как се казва петата дъщеря?
Отговор: Отговорът е даден в началото на въпроса: Мери.
Въпрос: Какво се появява веднъж в минута и два пъти в един момент?
Отговор: Буквата „М“.
Въпрос: Запишете с 1 буква разликата между момче и момиче.
Отговор: Буквата „и“ при изписване на двете думи.

### Проблем на Монти Хол
Математическият проблем на Монти Хол разглежда казуса при който в ТВ шоу на участник се предлага да избира измежду три кутии, в които наградите са 1 кола и по 1 коза за две кутии. Въпросът е, ако участникът отвори кутия с награда коза и му бъде предложено вместо нея да вземе наградата от една от останалите кутии, дали трябва да приеме. Вероятността за успех в началото 1/3, а при предложението на водещия се увеличава на 2/3, което е по-голяма вероятност.

### Парадоксът момче или момиче
Парадоксът момче или момиче разглежда теория на вероятностите за две ситуации:
- Баща има две деца. По-голямото дете е момиче. Каква е вероятността и двете деца да са момичета?
- Баща има две деца. Поне едно от тях е момче. Каква е вероятността и двете деца да са момчета?

Първоначално дадените отговори са съответно 1/2 и 1/3, но казус е начина, по който вторият въпрос е поставен, т.к. е двусмислен. Отговорът му може да бъде 1/2, в зависимост от процедурата, по която е получена информацията „поне едно от тях е момче“.